# Iglesia de San Fermín de Guigneville-sur-Essonne
La iglesia San Fermín de Guigneville-sur-Essonne es una iglesia ubicada en Guigneville-sur-Essonne, en el departamento de Essonne, al sur de Évry.

## Historia
La iglesia de San Fermín fue construida en 1120, aunque ha sufrido modificaciones y reconstrucciones entre los siglos XII y XVI.

## Descripción
La iglesia de San Fermín en Guigneville es de estilo románico con sus muros reforzados por contrafuertes, ventanas estrechas y capiteles adornados con figuras talladas. 
Presenta una solución de planta longitudinal con una nave en tres tramos. La cabecera es plana. Otros dos edificios adicionales están al muro lateral norte y al ábside respectivamente. El coro está abovedado con nervaduras.
Un rayo de gloria del siglo XVII está coronado por un Cristo en la cruz rodeado por la Virgen María y San Juan.
La iglesia conserva un bastón procesional de hermandad de madera dorada del siglo XVIII con una estatuilla que representa al santo como obispo bendiciendo, de cuerpo entero con mitra y cayado; una estatua de San Fermín del siglo XVIII procedente de la iglesia de Baulne.